# Славко Милановић
 Славко Милановић (Улог код Калиновика, 29. септембар 1951 — Београд, 7. фебруар 2023) био је српски драматург, драмски писац, сценариста, редитељ и критичар.

## Биографија
Завршио је општу књижевност и театрологију на Филозофском факултету у Сарајеву.
Постдипломске студије је похађао на Филолошком факултету у Београду и на Институту за драму и театар у Лођу. Милановић је у оквиру студијских боравака био је у Уједињеном краљевству и САД.
Од 1975. године био је драматург, а од 1986. до 1992. уметнички руководилац и директор сарајевског Камерног театра 55.
Објавио је већи број студија, есеја, анализа и критика на тему позоришта, филма и телевизије у неколико часописа у Босни и Херцеговини и Србији.
Радио је око десет година као стални телевизијски критичар за сарајевску ревију Одјек.
Аутор је радио драма Соба, Концерт за Регину Олсен, Quid nimis, Рибљи плес. Написао је телевизијске сценарије за неколико пројеката ТВ Београд.
У периоду од 1994. до 1996. године режирао је Голи живот, прву играну телевизијску серију у Републици Српској. Написао је сценарије за Заједно и Будите исти за 20 година.

Од 1995. до 2000. године радио је у продуцентској кући Срна филм као продуцент и уметнички саветник.
Од 2000. године ради као драматург и директор Драме (2001—2005) Народног позоришта у Београду.
Преминуо је 7. фебруара 2023. године у Београду. Сахрањен је 11. фебруара 2023. године на београдском Новом гробљу.

## Награде
- Награда за најбољи етнолошки филм на МЕФЕСТ-у, за документарни филм Повратак јужним планинама, 1999.[2]
- Печат Народног позоришта, поводом посебног доприноса животу и раду Народног позоришта, 2016.[2]

## Театрографија
- Мамац, 29.10.1998, Београд, Народно позориште у Београду[6]
- Балканска пластика, 07.05.2001, Београд, Народно позориште[6]
- Сабирни центар, 29.12.2003, Београд, Народно позориште[6]
- Коштана, 08.04.2005, Београд, Народно позориште[6]
- Женидба, 04.11.2005, Београд, Народно позориште[6]
- Лажа и паралажа, 25.03.2006, Београд, Народно позориште[6]
- Исидорине изохимене, 05.2007, Београд, Београдско драмско позориште[6]
- Опасне везе и Квартет, 14.10.2007, Београд, Народно позориште[6]
- Таленти и обожаваоци, 05.02.2008, Београд, Народно позориште[6]
- Фигарова женидба и развод, 16.11.2008, Београд, Народно позориште[6]
- Код куће и Кабул, 26.10.2009, Београд, Народно позориште[6]
- Покојник, 26.12.2009, Београд, Народно позориште[6]
- Баханткиње, 19.02.2010, Београд, Народно позориште[6]
- Хеда Габлер, 20.02.2011, Београд, Народно позориште[6]
- Зли дуси, 22.11.2011, Београд, Народно позориште[6]
- Живот је сан, 23.01.2012, Београд, Народно позориште[6]
- Мизантроп, 19.05.2012, Београд, Народно позориште[6]
- Огвожђена, 15.03.2013, Београд, Народно позориште[6]
- Српска трилогија, 22.11.2013, Београд, Народно позориште[6]
- Наши синови, 24.01.2014, Београд, Народно позориште[6]
- Пут у Дамаск, 22.11.2014, Београд, Народно позориште[6]
- Чудо у Шаргану, 20.02.2015, Београд, Народно позориште[6]
- На дну, 03.10.2015, Београд, Народно позориште[6]
- Родољупци, 30.10.2015, Београд, Народно позориште[6]
- Ричард Трећи, 24.04.2017, Београд, Народно позориште[6]
- Мата Хари, 06.10.2017,Шабац, Шабачко позориште[6]
- Деведесете, 27.03.2018, Београд, Народно позориште[6]
- Фортинбрас се напио, 07.10.2018, Нови Сад, Српско народно позориште[6]